# Асеваль, Данило
Данило Висенте Асеваль Мальдонадо (исп. Danilo Vicente Aceval Huidobro; родился 15 сентября 1975 года в Арройос-и-Истерос, Парагвай) — парагвайский футболист, выступавший на позиции вратаря. Участник чемпионата Мира 1998 года в составе сборной Парагвая.

## Клубная карьера
Асеваль воспитанник футбольной академии клуба «Серро Портеньо». В 1994 году он дебютировал за команду в парагвайской Примере. В своем первом же сезоне он выиграл чемпионат, а в следующем повторил это достижение. Во время выступлений за «Серро Портеньо» Данило не только защищал ворота, но и забивал голы. В 46 матчах за клуб он забил 6 голов, в основном забивая с пенальти и штрафных.
В 1997 году Асеваль перешёл в аргентинский клуб «Унион Санта-Фе». В новой команде он сразу стал основным вратарем, а также пополнил свой бомбардирский счёт ещё на 9 голов. В 1999 году Данило вернулся в «Серро Портеньо», но проиграл конкуренцию за место в основе и уже через полгода он принял приглашение «Спортиво Лукеньо». В 2000 году Асеваль покинул Парагвай и переехал в мексиканскую Примеру, выступать за «УАНЛ Тигрес».
В 2001 году Данило вернулся на родину подписав контракт с «Олимпией». На протяжении трёх сезонов он был дублёром Рикардо Таварельего, получив свой шанс только в 2004 году став основным вратарем. В 2002 году Асеваль выиграл вместе с командой Кубок Либертадорес, а годом позже Рекопу Южной Америки.
В 2005 году Данило в третий раз вернулся в «Серро Портеньо». В первом же сезоне он выиграл чемпионат, а в следующем стал четырёхкратным чемпионом Парагвая. В 2006 году Асеваль немного поиграл за клуб «12 октября». В 2007 году он перешёл в чилийский клуб «Ньюбленсе», забив в своем первом сезоне 4 гола. Через год он покинул команду и заключил контракт с «Депортес Консепсьон», в составе которого завершил карьеру в 2009 году.

## Международная карьера
14 мая 1995 года в товарищеском матче против сборной Боливии Асеваль дебютировал в сборной Парагвая. В том же году он поехал с национальной командой на Кубке Америки. В 1998 году Кампос был включен в заявку на участие в Чемпионате Мира во Франции. На турнире он был дублёром Хосе Луиса Чилаверта. После мундиаля Данило принял участие в Кубке Америки 1999 года. В 2005 году он завершил карьеру в сборной страны.

## Достижения
Командные
 «Серро Портеньо»
- Чемпионат Парагвая по футболу — 1994
- Чемпионат Парагвая по футболу — 1996
- Чемпионат Парагвая по футболу — 2004
- Чемпионат Парагвая по футболу — 2005

 «Олимпия Асунсьон»
- Обладатель Кубка Либертадорес —— 2002
- Обладатель Рекопа Южной Америки —— 2003